# 孑孓
孑孓，即蚊的幼蟲，是蚊子由卵成長至蛹的中間階段，游泳時身體一曲一伸，因此也有跟頭蟲、方學蟲等俗稱。

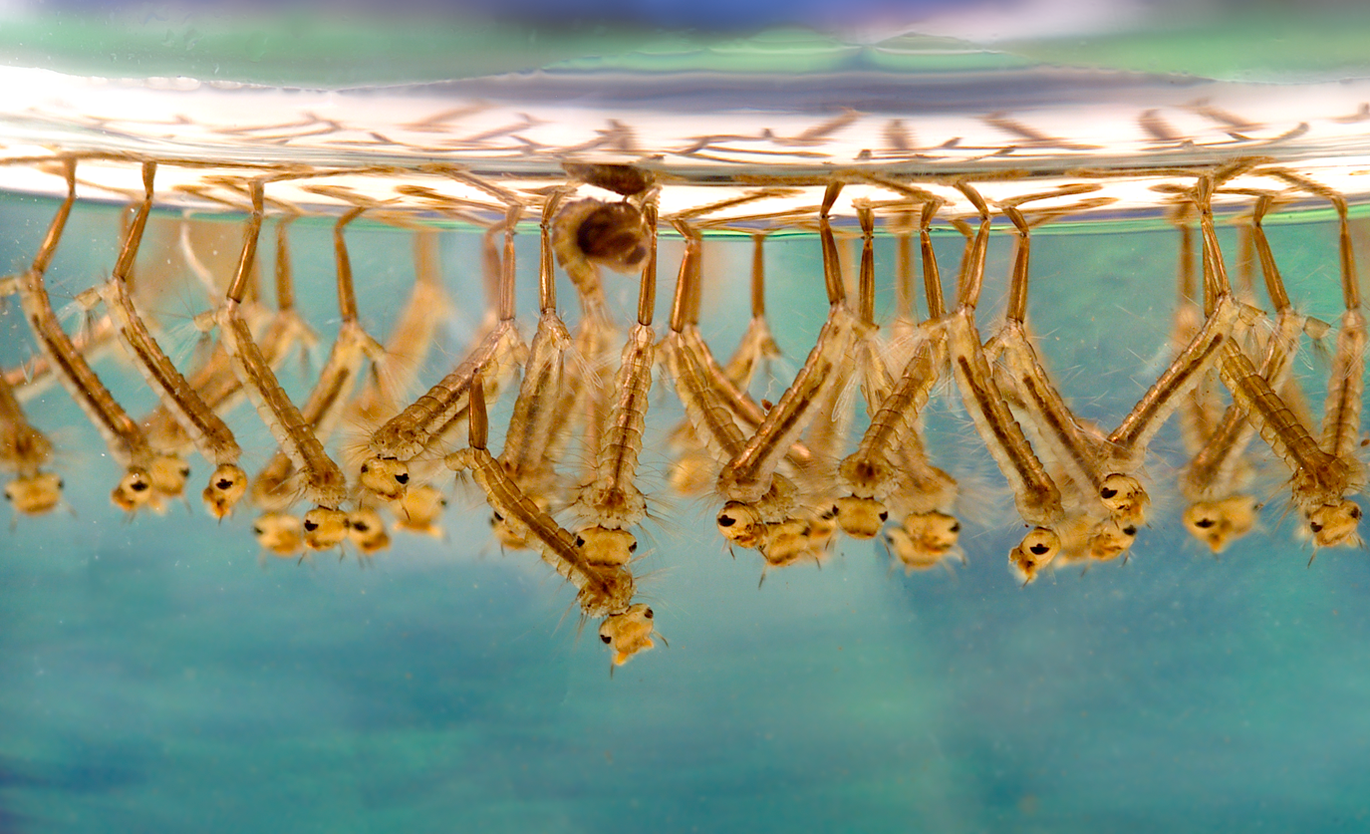
孑孓

幼蟲具大型的頭部及胸部，一般第八腹節的背面有呼吸管，靜止時前端朝下，以呼吸管前端於水面上呼吸。第九腹節末端，有氣管鰓1～2對，尾部有原始的翅膀。以水中浮游生物或微生物及有機碎片為食，例：藻類。作跳躍運動或蠕動。由幼蟲1週，變成蛹1～2天，再形成成蟲2～3天，生命週期約10～14天。
孑孓並無飛行能力，只能生活在水中，不能離開水面生存。其生活地点包括池沼、水溝或積水的器皿等水流靜止的地方。用油滴在水面，沒有位置供給呼吸也能生存一段時間。
生長地點為靜止、有養分、有遮蔽處的水域。